# 청계광장
청계광장(淸溪廣場)은 서울 종로구 서린동 14-1에 위치한 서울특별시의 청계천에 딸린 작은 광장이자, 청계천의 발원지이다. 인근에는 동아일보사옥과 서울특별시청이 있다. 2016년 10월 29일에는 박근혜 대통령 퇴진 운동의 제1차 촛불집회가 이곳에서 열리기도 했다. 청계광장의 명칭은 청계천복원사업이 이루어지고 있던 2005년 서울특별시에서 열린 지명위원회에서 확정되었다. 총 5.84km 연장하였고, 산책로는 10.79km, 8849개의 조명, 2839000본의 식물이 있다. 하루에 40000{\displaystyle m^{3}}의 물을 방류한다. 청계천은 환경부하천수 기준 II 급수 이상으로 아주 맑은 편이다. 청계광장부터 신답철교까지 총 24개의 다리와 12개의 분수, 57개의 진입로가 있다. 이팝나무, 버드나무, 물억새 등의 식물화 피라미, 돌고기, 잉어 등의 어류, 청둥오리, 왜가리, 중대백로 등의 조류가 서식한다. 유적으로는 옛다리들, 광통교, 수표와 수표교, 오간수문, 가산이 있고, 청계천의 문화로는 다리밟기, 연날리기, 연등놀이와 돌싸움, 택견이 있다. 산책코스로 모전교부터 관수교인 청계역사길, 마전교부터 DDP인 청계활력길, 두물다리부터 용답나들목교의 청계휴식길을 제공한다. 볼거리로는 추억의 교실, 구멍가게, 만화가게, 연탄가게, 공부방 등을 재현한 판잣집 테마존과 미구엘슈발리에 작가의 디지털 가든, 디지털 캔버스 등이 있다.

## 청계광장의 특징
청계광장에는 삼색 조명이 조화를 이루는 캔들분수와 4m아래로 떨어지는 2단 폭포가 있다. 2단폭포의 양 옆에는 전국에서 가져온 8도석으로 제작된 팔석담이 깔려있으며 청계천 전구간을 1/100의 크기로 축소한 미니어쳐 또한 설치되어 있다. 클래스 올덴버그와 코샤 밴 브룽겐의 작품 소라탑도 설치되어 있다.
1. ↑  [sisul.or.kr/open_content/cheonggye/intro/assets.jsp “서울시설공단 청계천”] |url= 값 확인 필요 (도움말).
2. ↑  “청계천 주요시설”.